# Sliven
Sliven (med kyrilliska tecken: Сливен) är en stad i kommunen Obsjtina Sliven och regionen Sliven i Bulgarien med 112 601 invånare (2005) som ligger vid foten av de östliga utlöparna av Balkanbergen. Den är huvudort i regionen Sliven. Efter Sofia och Gabrovo är Sliven det största textilcentrumet i landet. Den är även industri- och garnisonsstad samt kulturell medelpunkt för området. 

## Historia

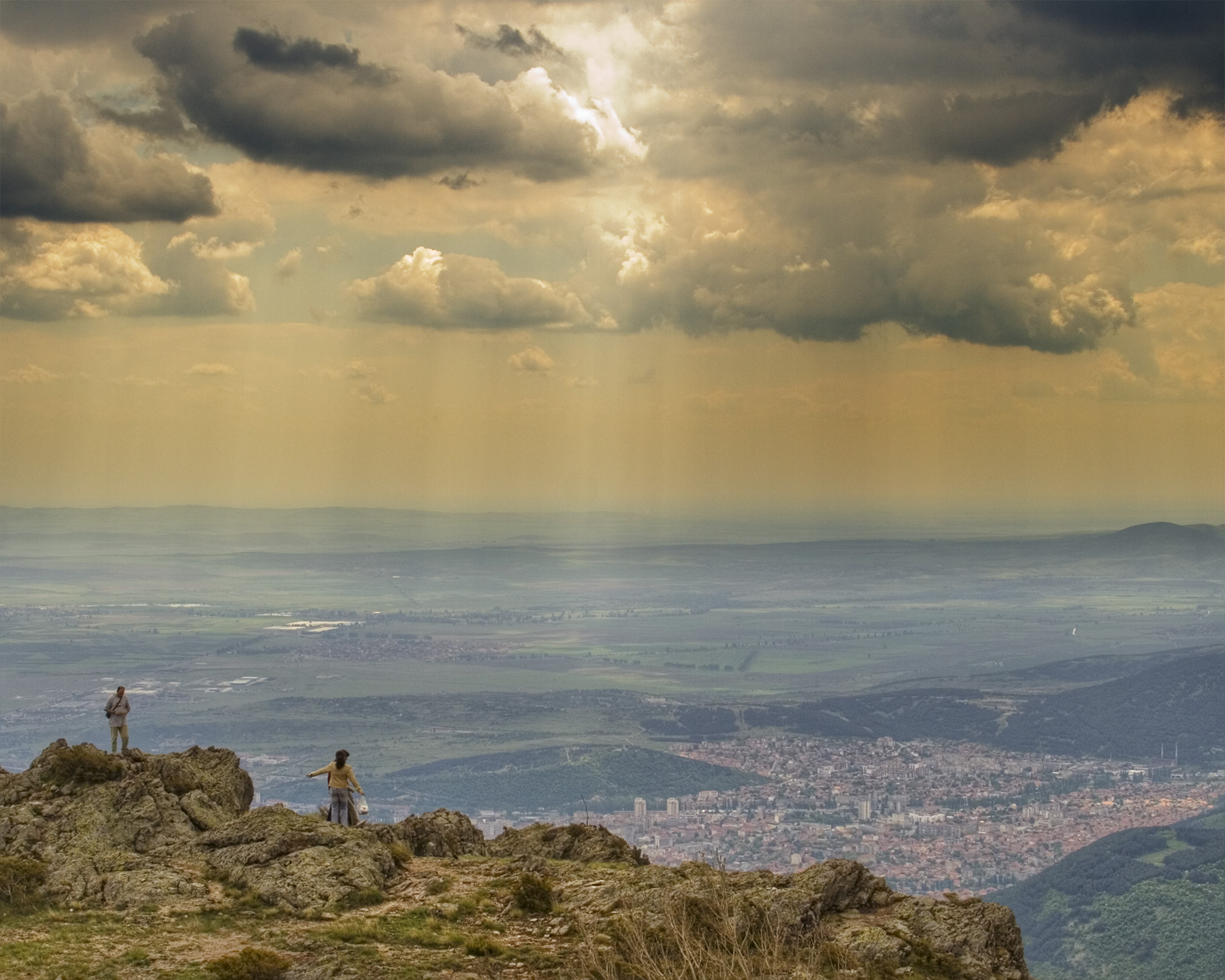
Vy över Sliven

Sliven var i slutet av 1700-talet och på 1800-talet ett centrum för hantverk och handel. År 1834 grundades den första textilfabriken i landet här. Den blev kallad "de hundra vojvodernas stad", eftersom många frihetskämpar och härförare stammade härifrån, som vojvoderna Hadzji Dimitar (1837-1868) och Panajot Hitov (1830–1918) liksom förkämparna för nationell bildning Sava Dobroplodni (1820–1894) och Dobri Tjintulov (1823–1886).
Sliven är också känd för att vara vindpinad, då vindar från flera pass i Balkanbergen möts där, samt att ha en stor andel romer i befolkningen. 

## Kända personer från Sliven
- Julia Kristeva, filosof